# Drvarska kotlina
Drvarska kotlina je kotlina Unca u zapadnoj Bosni.
Površina kotline je 26 km2. Nastala je spuštanjem duž uzdužnog rasjeda Unca i niza poprječnih rasjeda tijekom oligomiocenskog nabiranja Dinarida. Kotlinske strane su strme te se uzdižu iznad dna kotline za 200 do 300 metara. Unac često plavi aluvijalnu ravan, posebice je ugroženo područje kod naselja Bastasi. Suženjem Drvarske kotline nastaje kanjon Berek kojim Unac otiče ka Uni.
U središnjem dijelu kotline leži grad Drvar.